# Raymond Brouillet
Pour les articles homonymes, voir Brouillet (homonymie).
Raymond Brouillet (né le 17 septembre 1933 à Montréal) est un prêtre, professeur et un homme politique québécois. Il a été député de la circonscription de Chauveau à l'Assemblée nationale du Québec de 1981 à 1985 et de 1994 à 2003.

## Biographie

### Jeunesse et formation
Il est le fils de Gustave Brouillet et de Dorina Moisan. Il étudie au collège de l'Assomption. Il obtient un brevet d'officier de l'armée canadienne. Il obtient un baccalauréat ès arts en 1955 et une licence en théologie de l'Université de Montréal en 1959. En 1959, il est ordonné prêtre. En 1959 et 1960, il enseigne au collège de l'Assomption. Il obtient une licence en philosophie en 1962. De 1962 à 1966, il est professeur de philosophie au collège de l'Assomption. Il est renvoyé de l'état clérical en 1968. De 1970 à 1973, il est professeur au cégep de Maisonneuve. Il obtient un doctorat en philosophie de l'Université de Louvain en 1970. De 1973 à 1981, il est professeur à la faculté de philosophie de l'Université Laval. De 1976 à 1978, il est président de la Société de philosophie de Québec. Il fonde et dirige le Bulletin de la Société de philosophie du Québec. De 1973 à 1981, il est membre du conseil d'administration de l'Université Laval. Il est également président de la section syndicale de la Faculté de philosophie de 1978 à 1981. Raymond Brouillet est membre des Chevaliers de Colomb.

### Politique
Lors de l'élection générale québécoise de 1981, il est candidat du Parti québécois et est élu député de la circonscription de Chauveau à l'Assemblée nationale. Il est vice-président de l'Assemblée nationale du 21 décembre 1984 au 16 décembre 1985. Il est défait par le candidat Rémy Poulin du Parti libéral lors de l'élection générale de 1985 et celle de 1989. De 1986 à 1990, il est président régional de Québec et de Chaudière-Appalaches du Parti québécois.
De 1986 à 1994, il redevient professeur à la faculté de philosophie de l'Université Laval. Il est vice-doyen et directeur des programmes de 2e et 3e cycles de cette faculté de 1989 à 1994. 
Lors de l'élection générale de 1994, il est de nouveau élu député du Parti québécois dans la circonscription de Chauveau. Il est réélu lors de l'élection générale de 1998. Il est vice-président de l'Assemblée nationale du 29 novembre 1994 au 4 juin 2003. Il ne se représente pas comme député lors de l'élection générale de 2003.

## Publications
- Du cours classique au Québec numérique en 2012.
- Le Big Bang a-t-il tué Dieu en 2023.

## Distinctions et prix
Il est reçu officier de l'Ordre de la Pléiade en mars 2003.